# Albert Reinhard
Albert Reinhard (* 21. März 1916 in Feilbingert; † 26. November 2015 in Simmern/Hunsrück) war ein deutscher Jurist und Politiker (FDP, ab 1969 parteilos).

## Leben
Nach dem Besuch der Volksschule in Feilbingert und dem Abitur 1936 am Gymnasium in Bad Kreuznach leistete Reinhard zunächst Reichsarbeitsdienst. 1939 begann er ein Studium der Rechtswissenschaft an den Universitäten in Frankfurt am Main und Mainz, das er nach Ausbruch des Zweiten Weltkriegs unterbrach, da er zur Wehrmacht eingezogen wurde. Bis 1945 leistete er Kriegsdienst, zuletzt als Oberleutnant der Luftwaffe.
Nach dem Kriegsende setzte Reinhard sein Studium fort, an das sich das Referendariat mit dem Zweiten Juristischen Staatsexamen (Große Staatsprüfung für den höheren Verwaltungsdienst) anschloss. Er trat 1949 als Regierungsassessor in den Verwaltungsdienst ein und wurde als Beamter beim Landratsamt Rockenhausen eingesetzt, wo er 1952 die Beförderung zum Regierungsrat erhielt.
Reinhard war ab 1934 Mitglied der Hitlerjugend und trat zum 1. Dezember desselben Jahres der NSDAP bei (Mitgliedsnummer 3.043.151). Er trat nach 1945 in die FDP ein und wurde in den Vorstand des FDP-Bezirksverbandes Westpfalz gewählt. Ab 1950 war er Kreisdeputierter Rockenhausen. Bei der Landtagswahl 1955 wurde er als Abgeordneter in den Rheinland-Pfälzischen Landtag gewählt, dem er bis zu seiner Mandatsniederlegung am 18. Juni 1958 angehörte. Im Parlament war er Mitglied des Rechtsausschusses und ab November 1957 stellvertretender Vorsitzender der FDP-Landtagsfraktion.
Reinhard amtierte ab 1958 als Landrat des Unterlahnkreises, bis dieser 1969 im Zuge der Gebietsreformen in Rheinland-Pfalz aufgelöst wurde. Im Anschluss war er bis 1980 erster Landrat des neu gebildeten Rhein-Hunsrück-Kreises. 1969 war er aus der FDP ausgetreten.

## Ehrungen und Auszeichnungen
- 1973: Verdienstkreuz am Bande der Bundesrepublik Deutschland
- Ehrenschild des Unterlahnkreises
- Ehrenschild des Rhein-Hunsrück-Kreises